# Festina
Festina è un'azienda spagnola produttrice di orologi, tra le 100 aziende del lusso più grandi al mondo.

## Storia

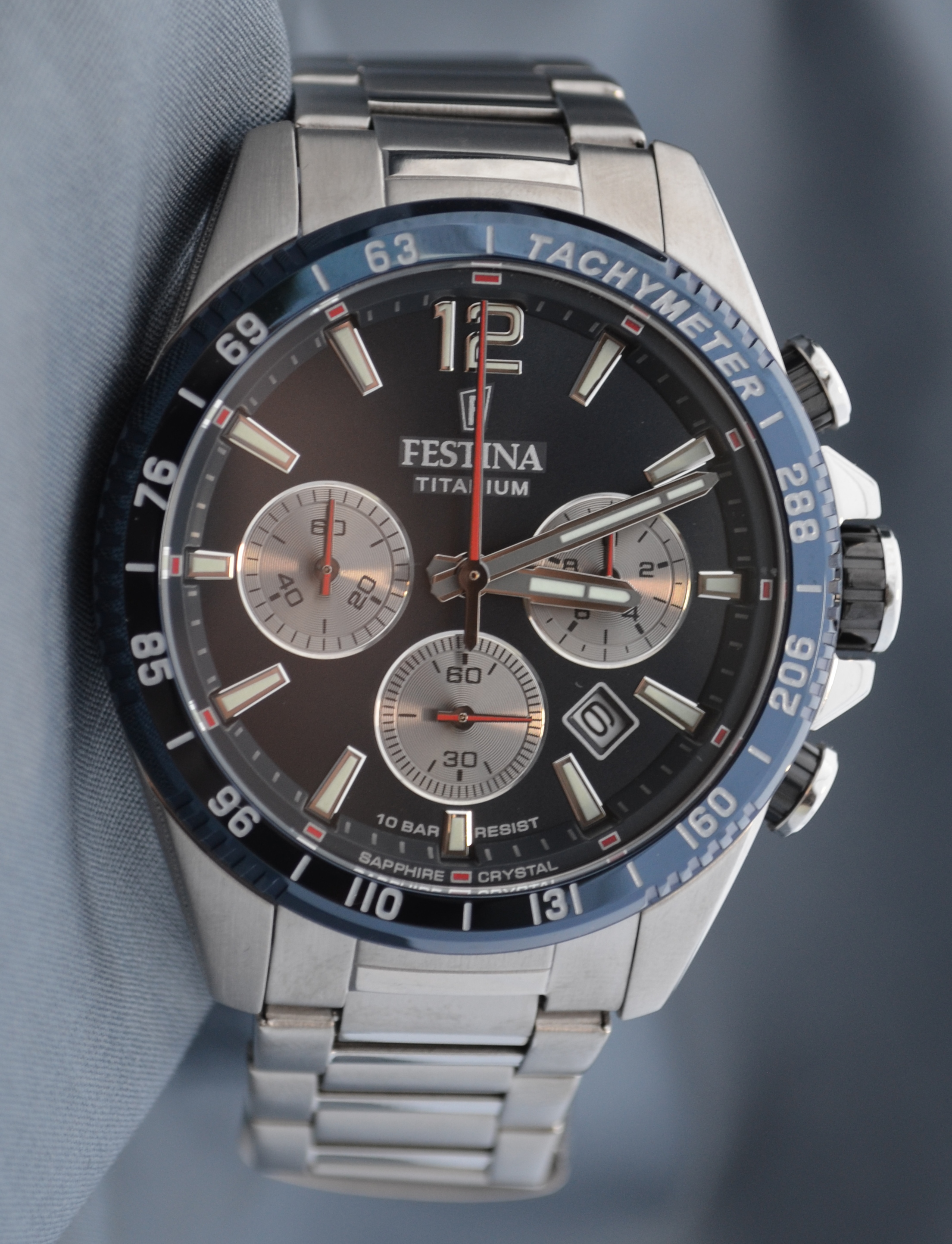
Un cronografo Festina

Fondata in Svizzera, a La Chaux-de-Fonds, nel 1902. Durante la seconda guerra mondiale si stabilì a Barcellona. Nel 1935 la famiglia fondatrice trasmise il marchio all'uomo d'affari Willy Burkhard von Wilhelm. Fa attualmente parte del gruppo Festina Lotus S.A., creato nel 1984 dall'industriale spagnolo Miguel Rodríguez, già proprietario delle orologerie Lotus, dopo l'acquisto del marchio. La sede del gruppo è a Barcellona. Il marchio Festina deriva dal latino "Festina lente" che significa: "Affrettati, lentamente", frase che secondo lo storico romano Svetonio è attribuita ad Augusto Cesare, noto per la sua prudenza: "Cammina piano se vuoi arrivare a un lavoro ben fatto prima". Nel 2002, Festina ha acquisito il marchio di orologi svizzero Candino. Nel 2004, Festina ha acquisito il marchio di orologi di lusso Perrelet, fondato nel 1777 dal prestigioso orologiaio Abraham-Louis Perrelet.

## Marketing

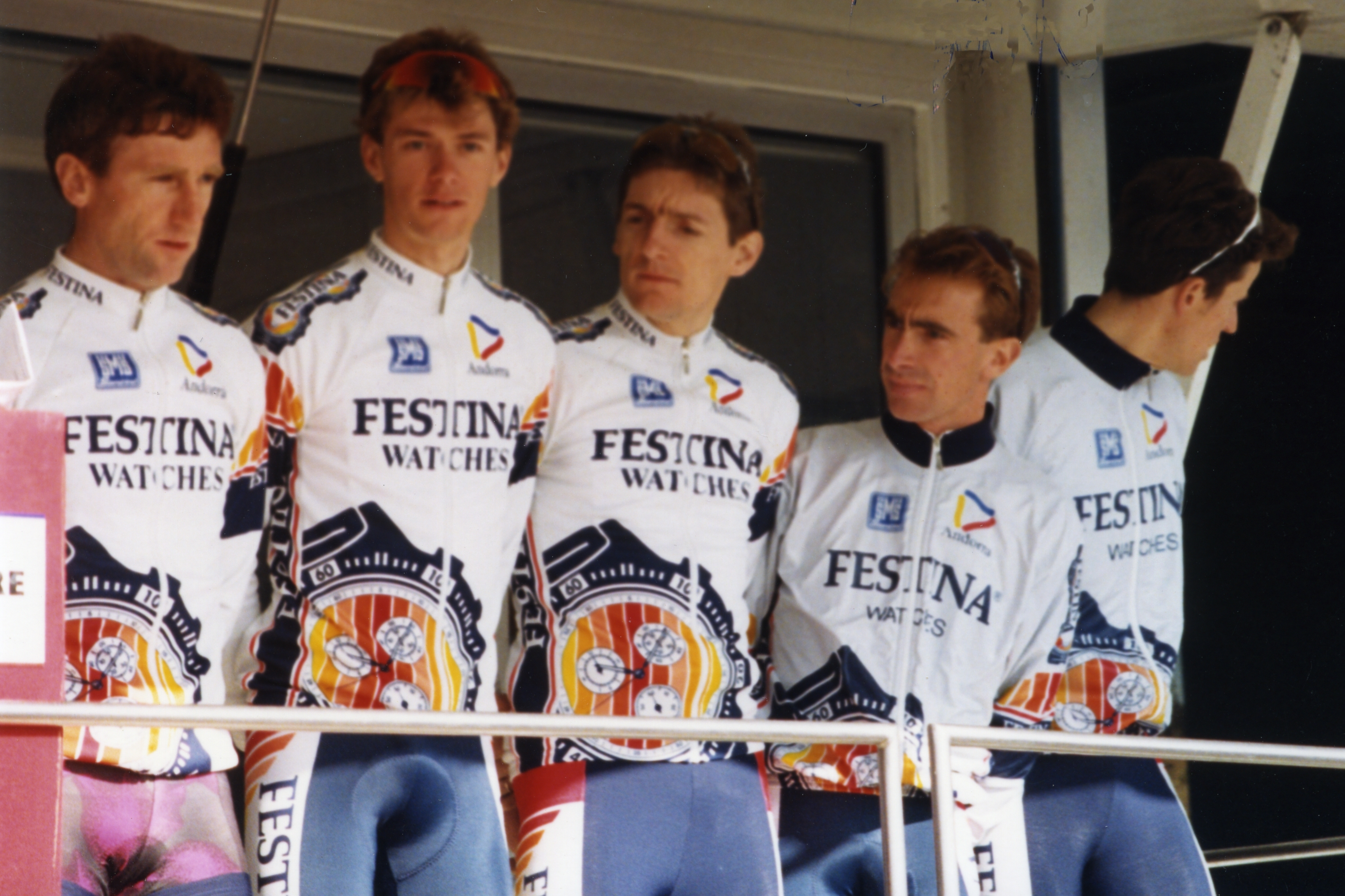
La squadra Festina alla Parigi-Nizza del 1993

Dal 1989 al 2001 la Festina ha sponsorizzato l'omonima squadra professionistica di ciclismo su strada.
Nel mondo del ciclismo è anche cronotachigrafo ufficiale del Tour de France, del Giro di Svizzera e del Giro di Romandia. Nel 2016, l'attore Gerard Butler è diventato ambasciatore del marchio e dell'immagine delle sue campagne in tutto il mondo, spostando così il posizionamento del marchio verso la categoria lifestyle.

## Festina Group
Il Gruppo possiede attualmente sette diverse marche di orologi. Calypso, Lotus, Festina, Jaguar, Candino e due marchi di lusso Perrelet e L.Leroy. Festina possiede anche due marchi di gioielleria, Lotus Style e Lotus Silver, per soddisfare le esigenze di un pubblico molto ampio. È presente in più di 90 paesi nei cinque continenti con più di 5 milioni di orologi venduti all'anno.